# 第二沃洛恰耶夫卡
第二沃洛恰耶夫卡（羅馬化：Volochayevka-2），又译沃洛恰耶夫卡-2，是俄罗斯犹太自治州的市级镇，属斯米多维奇区，在区行政中心斯米多维奇东、自治州首府比罗比詹东偏南方。设有第二沃洛恰耶夫卡铁路车站，哈巴罗夫斯克－阿穆尔河畔共青城铁路经过该地。
该地2021年人口有1,628人；2010年人口1,937；2002年人口2,035；1989年人口2,060。